# Medizinische Universität Shiga

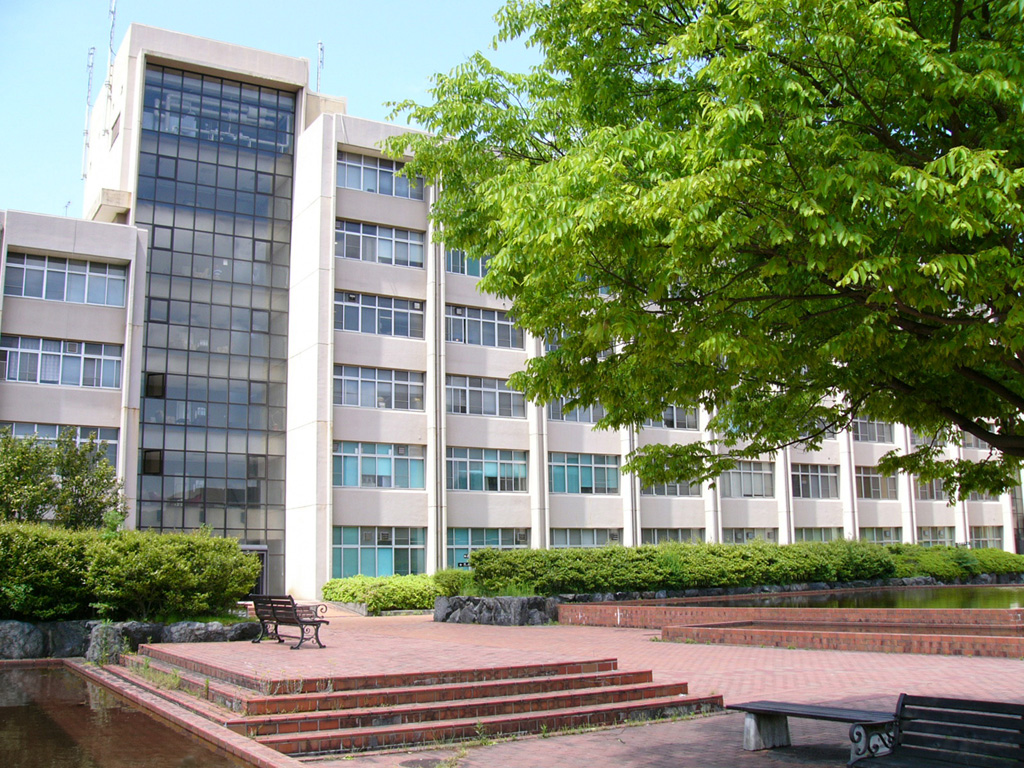
SUMS (2004)

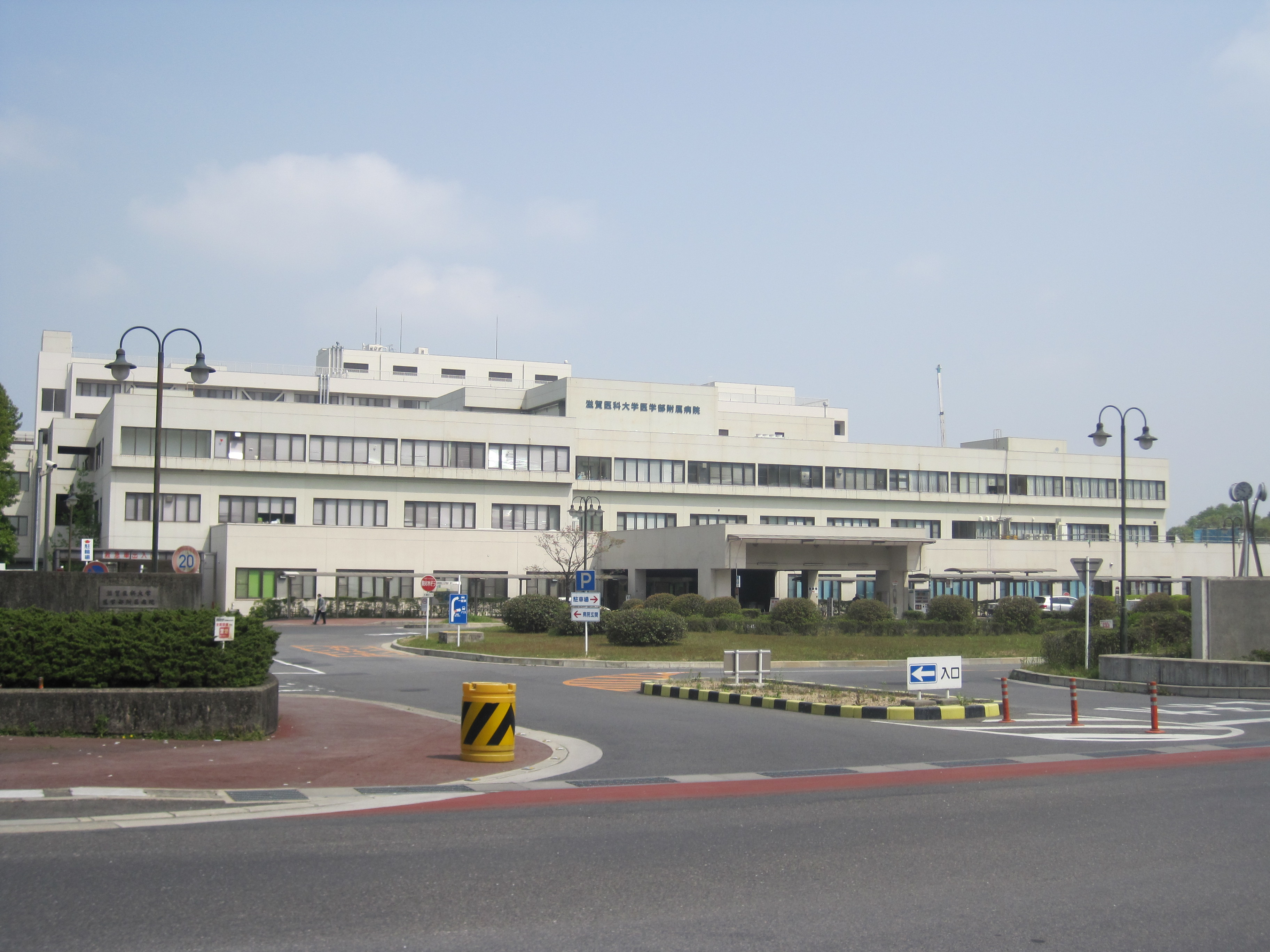
Universitätsklinikum (2010)

Die Medizinische Universität Shiga (japanisch 滋賀医科大学 Shiga ika daigaku; engl. Shiga University of Medical Science, kurz: Shiga idai (滋賀医大) oder SUMS) ist eine staatliche Universität in Ōtsu in der Präfektur Shiga (Japan).
Die Universität wurde im Oktober 1974 gegründet, nach der staatlichen Politik  „eine medizinische Hochschule pro Präfektur“ (一県一医大構想). Unter den Präfekturen in der Region Kinki war Shiga die einzige Präfektur, die keine medizinische Hochschule hatte. 1976 zog sie in die neu erbauten Schulgebäude auf dem Ōtsu-Campus um. 1994 fügte sie die Abteilung für Pflegewissenschaft hinzu.

## Fakultäten
- Fakultät für Medizin
  - Abteilung für Medizin
  - Abteilung für Pflegewissenschaft